# Австрийско-казахстанские отношения
Австрийско-казахстанские отношения — двусторонние дипломатические отношения между Австрийской Республикой и Республикой Казахстан. Были установлены в 1992 году. Казахстан и Австрия активно взаимодействуют также в рамках международных организаций, в том числе расположенных в Вене. Две страны придерживаются сложившейся практики взаимной поддержки инициатив, а также кандидатур в международных структурах.

## История
Дипломатические отношения между Австрией и Казахстаном были установлены 19 февраля 1992 года. В декабре 1996 года было открыто посольство Казахстана в Австрии. В ноябре 2007 года было открыто посольство Австрии в Казахстане.
Первый президент Казахстана Нурсултан Назарбаев посещал Австрию четыре раза (в феврале 1993 года, феврале 2000 года, сентябре 2004 года и октябре 2012 года). В апреле 1993 года федеральный канцлер Австрии Франц Враницкий посетил Казахстан с официальным визитом.
9-11 сентября 2004 года состоялся рабочий визит президента Нурсултана Назарбаева в Австрию. В ходе визита он провёл встречи с генеральным директором МАГАТЭ Мохаммедом Эль-Барадеи, генеральным секретарём ОБСЕ Яном Кубишем, федеральным президентом Австрии Хайнцем Фишером, федеральным канцлером Австрии Вольфгангом Шюсселем.
Первый визит федерального президента Австрии Хайнца Фишера в Казахстан состоялся в декабре 2010 года в рамках участия в саммите ОБСЕ, проходившем в Казахстане.

## Экономическое сотрудничество
Австрия и Казахстан создали совместную австрийско-казахстанскую комиссию по экономическим, сельскохозяйственным, экологическим, промышленным и технологическим отношениям в качестве платформы для двусторонней торговли и коммерции.

## Списки послов

### Послы Казахстана в Австрии

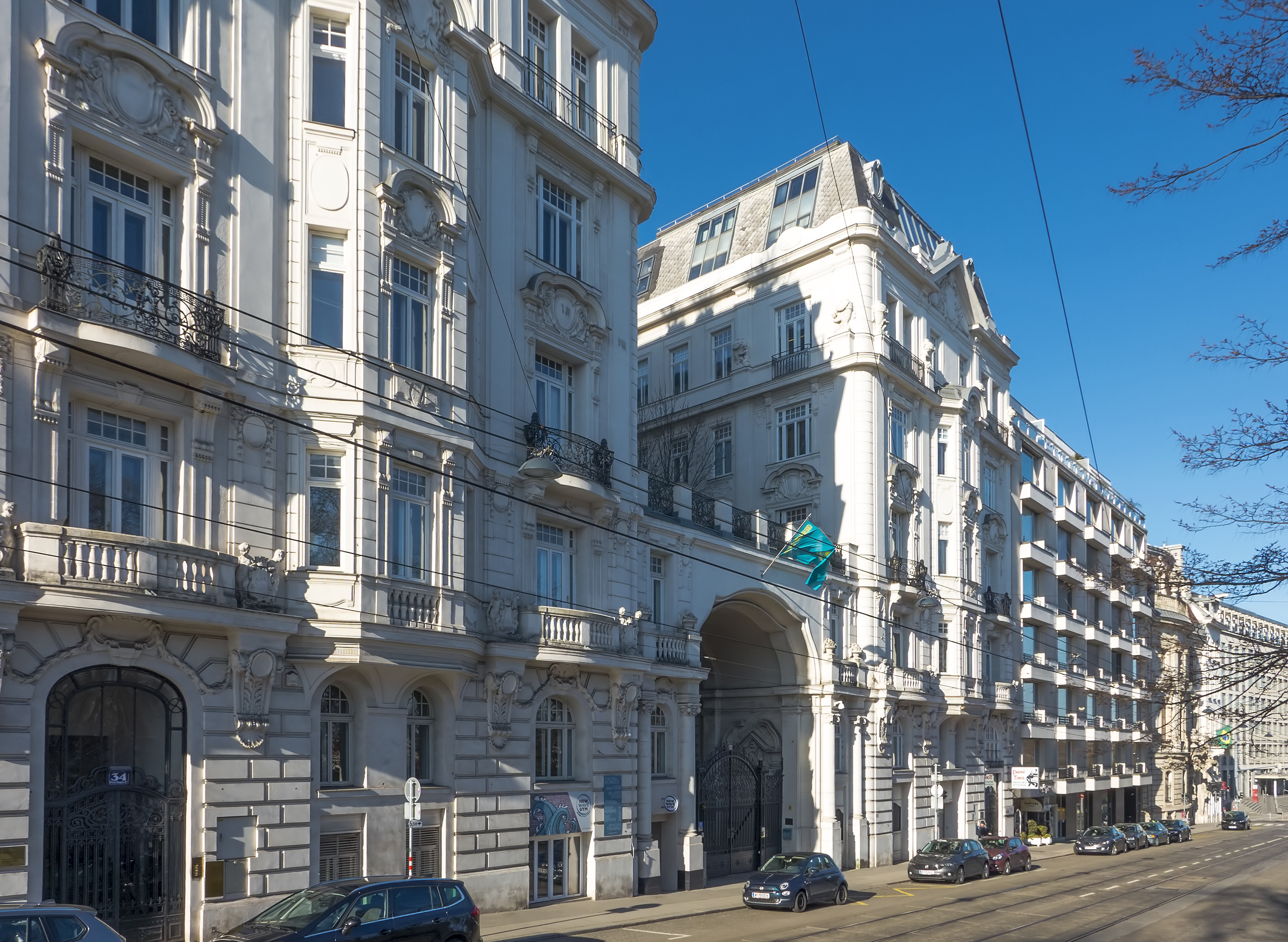
Посольство Казахстана в Вене.

Список Чрезвычайных и Полномочных послов без учёта послов по совместительству и временно поверенных в делах:
1. Сагинбек Турсунов (1996—2002)
2. Рахат Алиев (2002—2005)
3. Дулат Куанышев (2005—2007)
4. Рахат Алиев (2007)
5. Кайрат Абдрахманов (2007—2008)
6. Ержан Казыханов (2008—2011)
7. Кайрат Абдрахманов (2011—2013)
8. Кайрат Сарыбай (2014—2020)
9. Кайрат Умаров (30 сентября 2020—6 октября 2022)
10. Aлибек Бакаев (21 октября 2022 — н. в.)

### Послы Австрии в Казахстане
1. Урсула Фарингер (2008—2012)
2. Вольфганг Баняй (2012—2016)
3. Герхард Сайллер (2016—2020)
4. Вилли Кемпель (2020—2024)
5. Андреа Бахер (2025 — н. в.)